# Rhampsinitus unicolor
Rhampsinitus unicolor is een hooiwagen uit de familie echte hooiwagens (Phalangiidae).